# Jeskyně pod Sněžníkem
Jeskyně pod Sněžníkem je přírodní památka v katastrálním území Sněžník severně od města Jílového v okrese Děčín v Ústeckém kraji. Chráněné území o rozloze cca 0,1 ha je v péči Správy Národního parku České Švýcarsko.

## Předmět ochrany
Důvodem ochrany je unikátní geologický jev – systém podzemních pseudokrasových dutin – spojený s fluoritovou mineralizací. Podzemní prostory nejsou veřejnosti přístupné, vchod je zabezpečen dveřmi s vletovými otvory pro případné zimování netopýrů (např. v roce 2004 zde byli zaznamenáni dva vrápenci malí Rhinolophus hipposideros). Štola slouží jako zimoviště pro různé druhy hmyzu.

## Lokalita
Přírodní památka se nachází v prostoru žilného uzlu 4 v jehož rámci se nachází 15 podzemních prostor. Tento uzel byl zpřístupněn vodorovnou štolou.

## Historie
Výskyt fluoritu v oblasti byl popsán na počátku 20. století Josefem Emanuelem Hibschem, nicméně se samotnou těžbou zde bylo započato až v roce 1955. Těžba probíhala do roku 1957, kdy došlo k vytěžení prvního ložiska. Po dalším ložiskovém průzkumu byla těžba roku 1968 obnovena za pomoci hlubinných štol ražených z úpatí Sněžníku. Těžba zde pak probíhala až do roku 1993, kdy začal její útlum. Snahy vyhlásit v lokalitě chráněné území probíhaly od roku 1994 až do roku 1997. Přírodní památka byla vyhlášena 10. ledna 1999 Správou CHKO Labské pískovce.